# Aeroportul Municipal Ashland
Aeroportul Municipal Ashland (IATA: AHM, FAA LID: S03) este un aeroport din Oregon, Statele Unite ale Americii ce deservește zona Ashland⁠(d). Aeroportul a fost tranzitat în 2019 de 20 de pasageri. A fost numit după zona deservită.
Situat la o altitudine de 575 m, aeroportul dispune de 1 pistă.

## Infrastructură

### Piste
Aeroportul dispune de o singură pistă. Pista 12/30 are suprafața de asfalt și dimensiunile 3.603 picioare × 75 picioare. 